# Ptérois nain
Dendrochirus brachypterus · Poisson-dindon
Espèce
Dendrochirus brachypterus, communément nommé Ptérois nain ou Poisson-dindon, est une espèce de poissons marins de la famille des scorpaénidés.

## Description

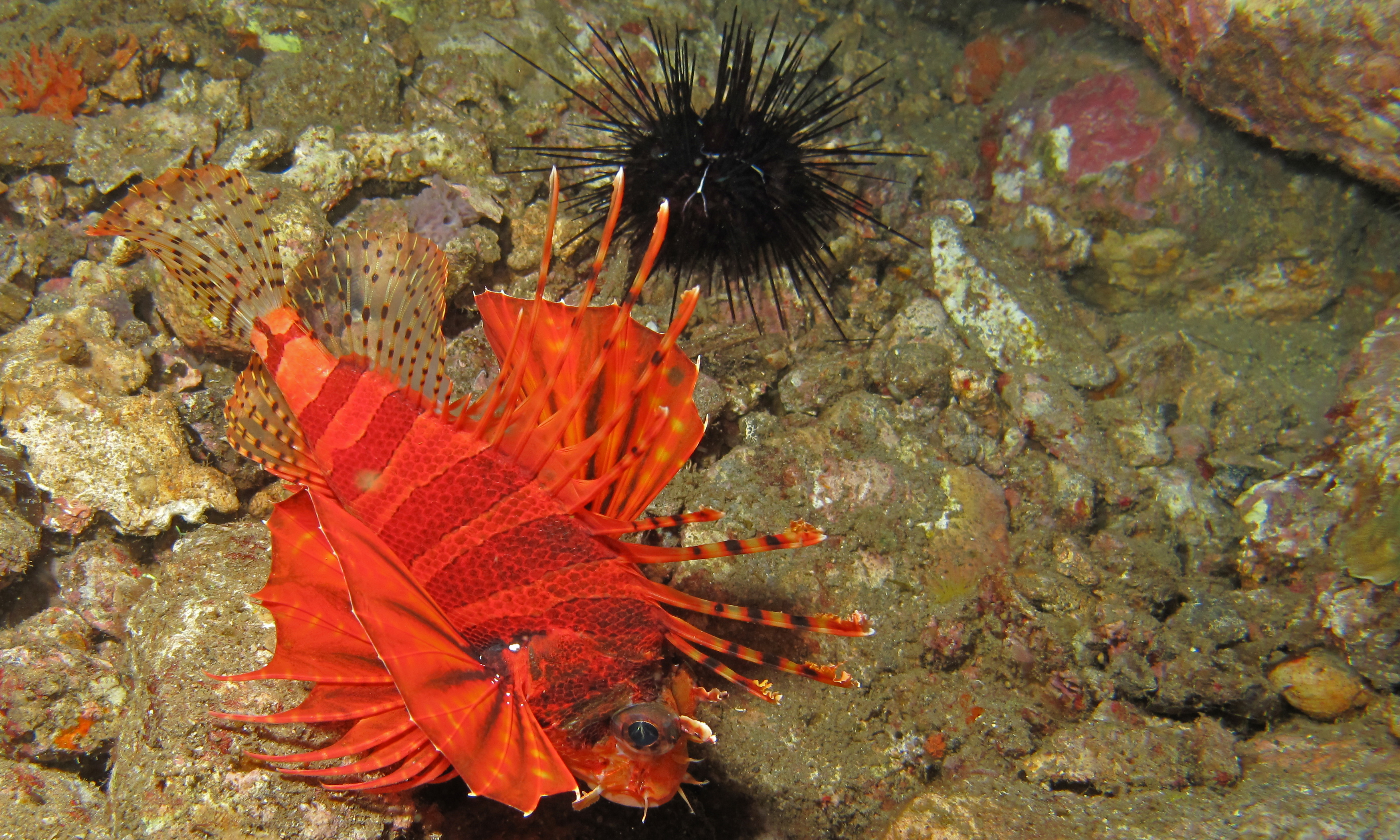
Dendrochirus brachypterus (Sulawesi, Indonésie)

Le ptérois nain est un poisson de petite taille pouvant atteindre 17 cm de long.
Son corps est comprimé latéralement, doté de larges nageoires pectorales dont tous les rayons sont reliés entre eux par une membrane ornée de cercles concentriques dont les teintes sont dorées à brunes, voire jaunes. Le corps quant à lui est couvert de bandes verticales dans les tons dominants de l'individu. Les épines de la nageoire dorsale sont venimeuses. Notez la présence d'une excroissance en forme de tentacule blanc au-dessus de l’œil.

## Étymologie
La racine "ptéro" rencontrée dans le nom ptérois dérive du Grec ancien "πτερον" (pteron, l'aile), en référence à la structure membraneuse de ses nageoires pectorales apparemment "ailées".

## Distribution et habitat
Cette espèce se rencontre dans les eaux tropicales de la zone Indo-Ouest Pacifique, Mer Rouge incluse.
Le ptérois nain fréquente les fonds sableux de préférence avec des gravats coralliens et débris végétaux (feuilles mortes et palmes), dans prairies de Zosteraceae et sous les pontons entre 2 et 30 m de profondeur.

## Alimentation
Se nourrit de petits poissons et de crustacés de taille réduite passant à sa portée.

## Comportement
Benthique, solitaire, nocturne, il chasse à l'affût ou en repoussant ses proies contre un obstacle grâce à ses nageoires pectorales déployées afin de les "gober".

## Sources bibliographiques
- Andrea & Antonnella Ferrari, Macrolife, Nautilis publishing, 2003 (ISBN 983-2731-00-3)
- Ewald Lieske et Robert Myers, Guide des poissons des récifs coralliens, Delachaux et Niestlé, 1995 (ISBN 2-603-00982-6)
- Andreas Vilcinskas, La vie sous-marine des tropiques, Vigot, 2002 (ISBN 2-7114-1525-2)